# Bottentjärnen, Jämtland
Bottentjärnen är en sjö i Åre kommun i Jämtland och ingår i Indalsälvens huvudavrinningsområde. Sjön har en area på 0,394 kvadratkilometer och ligger 406,7 meter över havet.

## Delavrinningsområde
Bottentjärnen ingår i det delavrinningsområde (706701-137999) som SMHI kallar för Utloppet av Bottentjärnen. Medelhöjden är 470 meter över havet och ytan är 2,66 kvadratkilometer. Räknas de 6 avrinningsområdena uppströms in blir den ackumulerade arean 27,99 kvadratkilometer. Vattendraget som avvattnar avrinningsområdet har biflödesordning 2, vilket innebär att vattnet flödar genom totalt 2 vattendrag innan det når havet efter 367 kilometer. Avrinningsområdet består mestadels av skog (77 procent). Avrinningsområdet har 0,39 kvadratkilometer vattenytor vilket ger det en sjöprocent på 14,7 procent.